# Antonín Nývlt

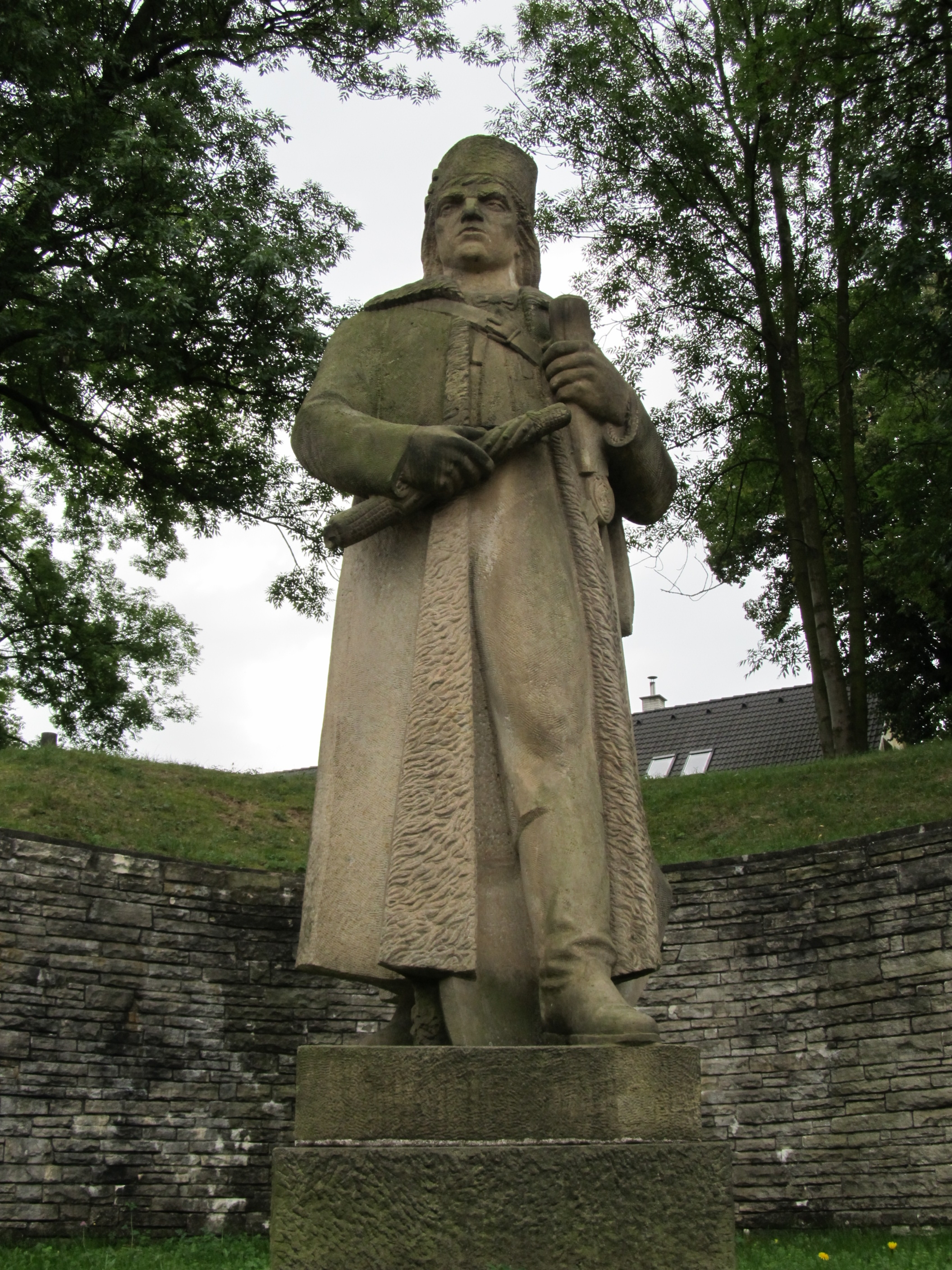
Socha Antonína Nývlta ve Rtyni

Antonín Nývlt (1721–1782) byl rtyňský rychtář, který stál za selského povstání roku 1775 v čele selského guberna, které se scházelo na jeho rychtě. Jeho předkové přišli do Čech z Holandska.[zdroj?] Někteří z nich byli vlivnými panskými úředníky. Rod Nývltů sídlil po dvanáct generací na zdejší rychtě.